# Sherlock Holmes: Igra sjena
Sherlock Holmes: Igra sjena (eng. Sherlock Holmes: A Game of Shadows) je britansko-američki akcijski krimi film iz 2011. kojeg je režirao Guy Ritchie, dok produkciju zajednički potpisuju Joel Silver, Lionel Wigram, Susan Downey i Dan Lin. To je nastavak filma Sherlock Holmes iz 2009. temeljen na likovima i pričama koje je napisao Sir Arthur Conan Doyle. Scenarij su napisali Michele i Kieran Mulroney. Robert Downey, Jr. i Jude Law ponavljaju svoje uloge kao Sherlock Holmes i Dr. John Watson, te im se pridružuje Noomi Rapace kao Simza i Jarred Harris kao Profesor Moriarty.
Holmes i Watson udružuju snage kako bi nadmudrili i oborili njihovog najlukavijeg protivnika, profesora Jamesa Moriartyja. Iako pod utjecajem kratke priče Conana Doylea "Posljednji problem" ("The Final Problem"), film prati izvornu priču i nije stroga adaptacija. 
Sherlock Holmes: Igra sjena, unatoč s uglavnom mješovitim kritikama, bio je komercijalno uspješan sa zaradom od 545 milijuna dolara. 

## Radnja
1891., Irene Adler dostavlja paket dr. Hoffmanstahlu; plaća za pismo koje je dostavio. Hoffmanstahl otvori paket, čime pokreće skrivenu bombu koju Holmes spriječi od detoniranja. Holmes uzme pismo i riješi se bombe dok Adlerica i Hoffmanstahl odlaze. Holmes zatim pronađe Hoffmanstahla ubijenog. Irene se sastane s profesorom Moriartyjem kako bi objasnila što se dogodilo, ali Moriarty ju otruje i ubije smatrajući da je podlegla svojim osjećajima za Holmesom.
Holmes (Robert Downey, Jr.) se prvi put službeno susreo s profesorom Moriartyjem (Jared Harris) u njegovom sveučilišnom uredu. Legendarni okršaj dvojice umova bio je okosnica radnje ovog filma. Nakon nekog vremena kasnije, Watson dođe u ulicu 221B Baker, gdje Holmes otkriva da istražuje niz naizgled nepovezanih ubojstava, terorističkih napada i poslovnih akvizicija koje sve vode do toga da je to Moriartyjevo maslo. Holmes se upozna s ciganskom gatarom Simza, primateljicu pisma kojeg je njezin brat Rene napisao, a Holmes uzeo od Adlerice. Holmes porazi ubojicu poslanog da ubije Simzu, ali ona pobjegne prije nego što Holmes ispita. Nakon Watsonove svadbe, Holmes upozna Moriartyja po prvi put. Moriarty obavijesti Holmesa da je ubio Adlericu i ubit će Watsona i Mary ako se Holmesove upadljive smetnje nastave.
Moriartyjevi ljudi napadnu Watsona i Mary tijekom njihovo puta na medeni mjesec. Holmes, prateći par da ih zaštiti, izbaci Mary iz vlaka u rijeku ispod mosta gdje ju pokupi Holmesov brat Mycroft. Nakon što je porazio Moriartyjeve ljude, Holmes i Watson putuju u Pariz kako bi pronašli Simzu. Kada ju pronađu, Holmes kaže Simzi da je žrtva zato što Rene radi za Moriartyja te je možda rekao Simzi o njegovim planovima. Simza povede njih dvojicu u sjedište anarhističke grupe u kojoj su Rene i Simza prije bili. Saznaju da su anarhisti prisiljeni da postave bombe za Moriartyja.
Njih troje prate Holmesa koji zaključi da je bomba u opernoj kući. Međutim, Holmes prekasno shvati da je izigran te da je bomba u obližnjem hotelu; bomba ubija uglednike na sastanku. Holmes otkriva da je bomba napravljena da bi se prikrio atentat Meinharda, jednog od sudionika, kojeg je počinio Moriartyjev pomoćnik pukovnik Sebastian Moran. Meinhardova smrt omogući Moriartyju vlasništvo nad njegovom tvornicom oružja u Njemačkoj. Holmes, Watson i Simza putuju do tamo, prateći tragove u Reneovim pismima.
U tvornici, Moriarty drži Holmesa kao taoca i muči ga dok je Watson pod snajperskom paljbom Morana. Holmes govori Moriartyju da se on potajno uvukao u razne industrije pod lažnim imenima i novcem, te da namjerava potaknuti svjetski rat tako da bi se on mogao obogatiti prodavanjem sredstava. U međuvremenu, Watson iskoristi top da uništi promatrački toranj u kojem se Moran skriva. Građevina se sruši na skladište gdje Moriarty drži Holmesa zatočenim. Watson, Simza i ozlijeđeni Holmes se skupe i pobjegnu na vlak koji se kreće. Holmes zaključi da će Moriartyjeva zadnja meta biti na mirovnom sastanku u Švicarskoj, stvarajući međunarodni incident.
Na sastanku, Holmes saznaje da je Rene atentator te da je prerušen u jednog od ambasadora pomoću radikalnog rekonstruktivnog kirurškog zahvata kojeg je proveo Hoffmanstahl. Holmes i Moriarty, koji je također prisutan, se povuku vani na balkon da rasprave o planovima. Watson i Simza pronađu Renea te zaustave njegov pokušaj atentata, ali Moran ubije Renea otrovnom strelicom. Vani, Holmes kaže da je na ranijem susretu zamijenio Moriartyjevu osobnu bilježnicu koja sadrži sve njegove planove i financije lažnom. Prava originalna bilježnica je poslana u London, gdje je Mary dešifrirala kodove koristeći knjigu koju je Holmes opazio na Moriartyjevom uredu tokom prvog susreta. Mary preda informaciju inspektoru Lestradeu koji oduzme Moriartyjevu imovinu, onesposobljavajući ga financijski. Holmes i Moriarty predviđaju nadolazeći fizički sukob i oboje shvate da će Moriarty pobijediti zbog Holmesovog ozlijeđenog ramena. Holmes umjesto toga obori Moriartyja preko balkona u vodopad Reichenbach. Pretpostavljeno je da su obojica mrtvi.
Nakon Holmesovog sprovoda, Watson i Mary se pripremaju za zakašnjeli medeni mjesec kada Watson primi paket koji sadržava Mycroftov inhalator kojeg je Holmes primijetio prije sastanka. Misleći da je Holmes možda ipak još živ, Watson napusti svoj ured da nađe poštara. Holmes, koji se prikrio u njegovom uredu, pročita Watsonov manuskript na pisaćem stroju i doda upitnik na riječ "The End" ("Kraj").

## Uloge/glumačka postava
- Robert Downey, Jr. kao Sherlock Holmes. Zaradio $15 milijuna na ovom filmu.
- Jude Law kao Dr. John Watson. Zaradio $9 milijuna na ovom filmu.
- Noomi Rapace kao Madam Simza Heron: živahna i snalažljiva ciganka koja pomaže Holmesu i Watsonu prilikom njihove istrage. Lik Simze Heron je u potpunosti originalan i nije imao nikakvog temelja u pričama Arthura Conana Doylea.
- Jared Harris kao Profesor James Moriarty.
- Stephen Fry kao Mycroft Holmes: Sherlockov nadasve ekscentrični brat. Mycroft je izrazito visoko pozicioniran u svijetu politike, što Holmes nekoliko puta koristi kako bi si olakšao posao. Bez naročite psihološke razrade, lik Mycrofta je u ovom filmu prikazan u nekoliko komičnih situacija, ali s očitom referencom na njegov intelekt, ali i lijenost (što su Mycroftove glavne odlike u Doyleovim pričama).
- Kelly Reilly kao Mary Watson (rođena kao Morstan): Watsonova supruga s kojom odlazi živjeti. Kada njih dvoje postanu Moriartyjeve mete, Holmes se pobrine da Mary bude na sigurnom i smjesti ju kod svog brata, Mycrofta. Kasnije pomaže Lestradeu u zapljeni Moriartyjevog bogatstva.
- Rachel McAdams kao Irene Adler: fatalna žena koja radi za Moriartyja, ali je istovremeno zaljubljena u Holmesa. Iako unajmljena od strane Moriartyja da oslabi Holmesa, njezino vezivanje ju je koštalo života. Mnogo se spekuliralo oko toga hoće li se Rachel McAdams uopće pojaviti u filmu, ali je sama glumica naglasila da, čak i ako se pojavi, to neće biti glavna uloga, što se pokazalo istinitim. Zaradila $1 milijuna na ovom filmu.
- Eddie Marsan kao Inspektor Lestrade: žilav, ali ne naročito sposoban inspektor u Scotland Yardu. Marsan je reprizirao svoju ulogu iz prvog nastavka, ali u znatno manjem opsegu.
- Geraldine James kao gđa. Hudson: Holmesova kućevlasnica/stanodavka.
- Paul Anderson kao pukovnik Sebastian Moran: Moriartyjeva desna ruka i jedan od najboljih strijelaca u Britaniji. Nakon što ubije Simzinog brata, bježi i nestaje, što je sukladno Doyleovim pričama.

## Produkcija
Nakon uspjeha prvog nastavka, Warner Bros. je brzinski započeo produkciju nastavka, zbog čega su Guy Ritchie (ekranizacija stripa Lobo) i Robert Downey, Jr. (uloga u filmu Kauboji i izvanzemaljci) odustali od planiranih projekata. Jedno je vrijeme bilo upitno hoće li Rachel McAdams reprizirati svoju ulogu. Sama glumica je rekla da, čak i ako se pojavi, to neće biti glavna uloga, već nešto sitno. Nedugo zatim, Warner Bros. je, za Entertainment Weekly, potvrdio kako će McAdamsova ipak biti u filmu. Dugo se nagađalo i oko toga tko će glumiti Holmesovog neprijatelja, profesora Moriartyja. Iako je glavni favorit za ulogu bio Brad Pitt, ona je na kraju pripala Jaredu Harrisu, najpoznatijem po ulozi Lanea Prycea u seriji Momci s Madisona. 
Ubrzo je ovjavljeno kako je film, tada još pod radnim naslovom Sherlock Holmes 2, inspiriran Doyleovom pričom "Posljednji problem" ("The Final Problem"). Iako je radnja smještena tek godinu dana nakon prvog nastavka, Sherlock Holmes: Igra sjena je sniman kao samostalan film za čije gledanje nije potrebno poznavanje radnje prethodnog filma. U listopadu 2010., Downey i Law su viđeni kako uvježbavaju scenu tučnjave dok se snimanje odvijalo u londonskom parku Richmond. Istog mjeseca, snimanje je nastavljeno na brodu PS Waverley, a sljedećeg mjeseca je snimanje nastavljeno u željezničkom centru u Didcotu. Krajem studenog, snimana je scena na Viktorijinom mostu, koji je dio željeznice u dolini Severn. Kraljevska sudska palača Hampton i sveučilište Oxford bile su lokacije snimanja u siječnju 2011., a u rujnu iste godine snimana je scena u Starom pomorskom koledžu u Greenwichu. 
Početkom veljače 2011., snimanje je preseljeno u francuski grad Strasbourg, gdje je ekipa boravila dva dana. Snimanje se odvijalo na užem području katedrale u Strasbourgu. Za tu se scenu nagađalo kako je prva scena filma koja je bila najavljena kao atentat/bombaški napad u gradu u kojem se govori njemački (što je tada bio slučaj sa Straßburgom).
Dio snimanja odrađen je i u Kentu, a u sceni u kojoj Holmes i Watson putuju brodom u Francusku, mogu se vidjeti i bijele stijene Dovera.

## Vanjske poveznice
- Službena stranica
- Sherlock Holmes: Igra sjena na IMDb-u
- Sherlock Holmes: Igra sjena na IMFDb-u
- Sherlock Holmes: Igra sjena na Rotten Tomatoesu